# 瀧通世
瀧 通世（たき みちよ、生没年不詳）は日本出身のサッカー選手で元日本代表選手。

## 来歴
早稲田高等学院3年の1927年8月、上海で開催される第8回極東選手権競技大会のサッカー日本代表メンバーに選出された。この大会の2試合目、29日のフィリピン代表との試合で、高橋茂に代わって途中出場した。。この試合では2-1で勝利し、日本代表にとって初めての国際Aマッチでの勝利だった。

## 代表歴
- 1927年8月29日 - A代表初出場 - フィリピン戦

### 出場大会など
- 第8回極東選手権競技大会（準優勝）

### 試合数
- 国際Aマッチ 1試合 0得点(1927)

| 日本代表 | 国際Aマッチ | 国際Aマッチ |
| 年       | 出場        | 得点        |
| -------- | ----------- | ----------- |
| 1927     | 1           | 0           |
| 通算     | 1           | 0           |

### 出場
| No. | 開催日         | 開催都市 | スタジアム | 対戦相手   | 結果 | 監督 | 大会       |
| --- | -------------- | -------- | ---------- | ---------- | ---- | ---- | ---------- |
| 1.  | 1927年08月29日 | 上海     |            | フィリピン | ○2-1 |      | 極東選手権 |